# فرودگاه استانهوپ
فرودگاه استانهوپ (به انگلیسی: Stanhope Airport) یک فرودگاه خصوصی است که یک باند فرود چمن دارد و طول باند آن ۶۱۰ متر است. این فرودگاه در کشور کانادا قرار دارد و در ارتفاع ۴۴۲ متری از سطح دریا واقع شده است.